# Звездани ратови (Никад извини)
Циклус „Звездани ратови“ емитован је у оквиру луткарског серијала „Никад Извини“ током 2004. године, и састојао се од неколико епизода у којима ликове из правог циклуса Лукасових филмова− „Звездани ратови“, опонашају тада значајни српски политичари. Чак је и распоред улога направљен тако, да лутке политичара личе на улоге из популарних филмова, само што су им имена делом измењена:
- Принцеза Дилеја − Војислав Коштуница − принцеза Леја
- Кул-Лај-Токер − Ивица Дачић − Лук Скајвокер
- И-Ку 2 − Млађан Динкић − Р2Д2
- P-O 3 − Мирољуб Лабус − C3PO
- Соло Хани − Борис Тадић − Хан Соло
- Туби Ван Орноттуби − Вук Драшковић − Оби Ван Кеноби
- Император − Слободан Милошевић − Дарт Сидијус
- Морт Рајдер − Томислав Николић − Дарт Вејдер
- Морт Рајдеров помоћник − Александар Вучић

## Опис
Светла страна Силе, за коју се залажу принцеза Дилеја, (тренутно одсутни) Соло Хани, дух-саветник Тубија Ван Ор Нот Тубија, као и роботи Р3ПО и И-Ку 2, поново је превагнула, након што јој је пришао Кул Лај-Токер, дојучерашњи ученик Императора. Поред Императора, на мрачној страни су остали само Морт Рајдер и његов помоћник (очигледна алузија на тадашњу Дачићеву подршку Коштуничиној влади). Иако моћнији, присталице светле стране силе су угрожени сопственом смотаношћу коју мрачна страна покушава да искористи, како би Сила превагнула на њену страну, а изузев Р3ПО, свако је проблематичан на свој начин. Мада је добронамеран, Кул Лај-Токера и даље контролише Император путем вуду-магије и он увек бунца, а ретко кад је прибран. Често пева партизанске песме (српске и италијанске) и цитира фразе из ратних филмова бивше Југославије. Понекад безуспешно полази да преобрати Императора на добру страну. Туби Ван Ор Нот Туби би требало да буде саветник посади брода, међутим он говори језиком неразумљивим и самом Р3ПО, који према сопственим речима говори око 40 милиона галактичкох језика, па га опет не разуме. Заправо, Ор Нот Туби говори (као и Драшковић у целом серијалу) на лошем енглеском, на који преводи народне пословице и епске песме. Понекад, уз помоћ само њему разумљивог И-Ку 2, Р2Д2 препозна, на пример, језик „Шијатуки Пигмеја“, на коме Орноттуби каже: „Мењам трудничку `аљину за колица“, што је вероватно алузија на неки оглас. Принцеза Дилеја је сувише осетљива на све необично што виђа на разним планетама: лубенице, пулсирајуће кактусе,... О томе прича данима, уз шта доживљава сексуални оргазам. У таквим ситуацијама, Р2Д2 јој саветује како би јој, на пример „можда пријала шетња по антиматерији кроз Црну рупу поред брода“. И-Ку 2 је детињаст робот, чији смисао се састоји у погрешном мењању транзистора људима у глави, јер је убеђен да им је „мислећи орган“ у „седећем делу“. Генерал Соло Хани се појављује сразмерно ретко, у епизоди где би требало да спасе остатак посаде од Империје, међутим, не научи да вози брод, а уместо тога катапултира свог инструктора вожње. Морт Рајдер и његов помоћник језде кроз свемир у малом броду на коме су лого две укрштене кашике у венцу, симбол који су аутори серијала користили и у другим епизодама, и који је алузија и на нацистички „кукасти крст“, као и на изјаве Војислава Шешеља из 90-их, да ће све „непријатеље српског народа побити рђавом кашиком“. Док помоћник не престаје да говори, Морт Рајдер се све време гуши, ослобађајући се од кациге, а на крају, кад се ослободи, он вређа мајстора који ју је направио. Император живи далеко од свих догађања, и једина занимација му је контролисање Кул Лај-Токера. На крају, борци, светле стране некако успевају да побегну од империјалних непријатеља, али кроз метеорску кишу.

## НаDVD-ју
На DVD издању „First Production“-a из 2005. године, нашло се шест епизода из овог серијала, названих: 
- Туби ор нот ту би
- Мортрајдер
- Осећам се
- Кул-лај-токер
- Принцеза Дилеја
- Дара него межр